# アンブローズ・ビアス
アンブローズ・グウィネット・ビアス（Ambrose Gwinnett Bierce, 1842年6月24日 - 1913年12月26日以降消息不明）は、アメリカ合衆国の軍人、作家、ジャーナリスト、コラムニストである。南北戦争が始まると、ビアスは北軍に志願し、戦場を駆け巡った。除隊後、雑誌の編集者、新聞論説委員、ジャーナリストとして活動し、記事を寄稿し、本を出版した。
アメリカ独立200周年記念管理局は、ビアスによる著書『悪魔の辞典』(The Devil's Dictionary)について、「アメリカ文学における最高傑作の一つ」に選んだ。短編『アウル・クリーク橋での出来事』は、「アメリカ文学においてもっとも著名な作品であり、何度となく選集化されている物語である」と評された。グローリア同好会は、ビアスの著書『Tales of Soldiers and Civilians』（『兵士と民間人の物語』、この著書は『In the Midst of Life』の題名で出版された）について、1900年以前のアメリカで印刷された本の中で、極めて影響力のある100冊のうちの一冊」に選んだ。
多芸多才であり、多作の作家でもあったビアスは、アメリカ合衆国における極めて影響力あるジャーナリストの一人として高く評価されており、写実主義文学の草分け的存在と見做されている。文芸批評家のマイケル・ディルダは、ビアスの書いた恐怖小説について、エドガー・アラン・ポー(Edgar Allan Poe)やハワード・フィリップス・ラヴクラフト(Howard Phillips Lovecraft)と並ぶ存在である、と位置付けている。文芸評論家のS・T・ヨシ(S.T. Joshi)は、ビアスについて「アメリカが生んだ最も卓越した風刺作家であり、ユウェナリス、ジョナサン・スウィフト(Jonathan Swift)、ヴォルテール(Voltaire)に取って代わる存在となる可能性がある」と考えている。ビアスの書いた戦争文学は、スティーヴン・クレイン(Stephen Crane)やアーネスト・ヘミングウェイ(Ernest Hemingway)にも影響を与えた。ビアスは有力で畏怖される文芸批評家の一人と見做されている。彼が残した詩も重要な作品と考えられており、寓話作家としても敬意を集めつつある。
1913年、ビアスは革命の真っ只中であったメキシコを取材するため、現地へ赴く趣旨を記者団に告げた。1913年12月26日、ビアスは友人に宛てた手紙を残したのち、跡形もなく姿を消し、二度と姿を見せることはなかった。

## 生い立ち
1842年6月24日、オハイオ州メイグス郡にて、マーカス・オウレリアス・ビアース(Marcus Aurelius Bierce, 1799 - 1876)と、ローラ・シャーウッド・ビアース(Laura Sherwood Bierce)の間に生まれた。アンブローズの生まれた場所は丸太小屋の中であった。彼の祖先は、1620年から1640年にかけてアメリカ大陸へと渡ってきたイングランドの清教徒であった。のちにアンブローズは、「清教徒たちの価値観」やその系譜に対して甘い顔を見せる人々に対する批判的な記述を書くようになる。アンブローズは、13兄弟のうちの10人目の子供として生まれた。父・マーカスは、自身の子供全員に「A」で始まる名前を付けた。
アンブローズの母・ローラは、マサチューセッツ植民地総督、ウィリアム・ブラッドフォード(William Bradford)の子孫でもある。
貧しい家庭で育ったアンブローズであったが、文学の素養がある両親の影響を受けて、読書や読み書きに対して強い関心を抱くようになった。インディアナ州コスィアスコ郡にて育ったアンブローズは、ウォルソウにある高校に通った。15歳で家を出たアンブローズは、奴隷制度廃止を掲げていた小さな新聞社『The Northern Indianan』にて印刷見習いとして働き始めた。

## 南北戦争
ビアスはケンタッキー州にある軍事学校で学んでいたが、生徒の一人がこの校舎に放火して全焼し、建物は閉鎖された。
南北戦争が始まると、ビアスは北軍(The Union Army)に志願し、第九インディアナ歩兵連隊に配属となった。1861年のウェスト・ヴァージニア作戦(The Operations in Western Virginia)におけるフィリッピの戦いに従軍した際、砲弾が飛び交う中、重傷を負った一人の戦友を救出する豪勇さを見せた。インディアナ州の新聞記者は、ビアスについて「『銃弾が雨あられの如く飛び交う』なか、『敵の視界が開けている状況下』で、敢然と立ち向かった」と報じた。ビアスは上級曹長に昇進した。1862年4月のシャイローの戦いに従軍したときの体験は、のちに発表する短編や回顧録『What I Saw of Shiloh』（『シャイローで目撃したもの』）の元となった。1863年4月、ビアスは地形測量工兵隊員およびウィリアム・バブコック・ヘイズン(William Babcock Hazen)の参謀を務めることになった。ビアスは地形測量工兵隊員として北軍の戦闘地域の詳細な地図を作成した。1864年5月、ジョージ・ヘンリー・トーマス(George Henry Thomas)やオリヴァー・O・ハワード(Oliver O. Howard)は、ビアスの陸軍士官学校への入学申請を支持した。ウィリアム・ヘイズンはビアスについて「陸軍士官学校を優秀な成績で卒業するだろう」と信じていた。ビアスとの面識が無かったウィリアム・T・シャーマン(William T. Sherman)も、同じく出願を支持した。
1864年6月23日、ケネソー山の戦いに従軍したビアスは、南軍からの銃弾を頭部に受けて重傷を負った。彼は数か月間入院したのち、9月には軍務に復帰できた。しかし、眩暈の発作と頻繁な意識喪失（負傷による後遺症）が原因で、ビアスは1865年1月25日に除隊することになった。
除隊後、ビアスはアラバマ州の財務省で働いた。1866年、ビアスはウィリアム・ヘイズンによるインディアン特別保護区への遠征に参加し、通過した地域の地図を作成した。一行は1867年にカリフォルニアに到着した。ビアスは造幣局で働いた。

## ジャーナリストとして

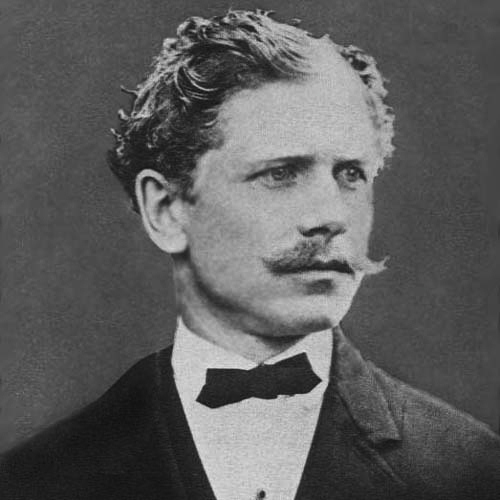
アンブローズ・ビアス（1886年ごろ）

ビアスはカリフォルニアで暮らし、『The San Francisco News Letter』、『The Argonaut』、『The Overland Monthly』、『The Californian』、『The Wasp』といった新聞や定期刊行物に記事を寄稿し、編集者となったことでその名を知られるようになった。『The San Francisco News Letter』におけるビアスの犯罪報道の記録の抜粋は、アメリカ図書館選集『True Crime』に収録された。ビアスは1872年から1875年にかけてイングランドで暮らし、雑誌『Fun』に記事を寄稿した。『The Fiend's Delight』はビアスが寄稿した記事をまとめたもので、「Dod Grile」（「ドッド・グライル」）の筆名のもと、1873年にロンドンで出版された。アメリカに帰国したビアスは再びカリフォルニアで暮らし始めた。1879年から1880年にかけて、ビアスはニューヨークにある採掘会社の経営者として、ダコタ準州へ赴いた。会社が倒産すると、ビアスはカリフォルニアに戻り、ジャーナリストとしての活動を再開した。1881年1月1日から1885年9月11日にかけて、ビアスは雑誌『The Wasp』の編集者を務め、『Prattle』という題名の寄稿記事を連載していた。ウィリアム・ランドルフ・ハースト(William Randolph Hearst)が発行した新聞『The San Francisco Examiner』の論説委員の一人になり、1909年まで『Hearst Newspapers』と提携していた。

### 融資返済免除法案

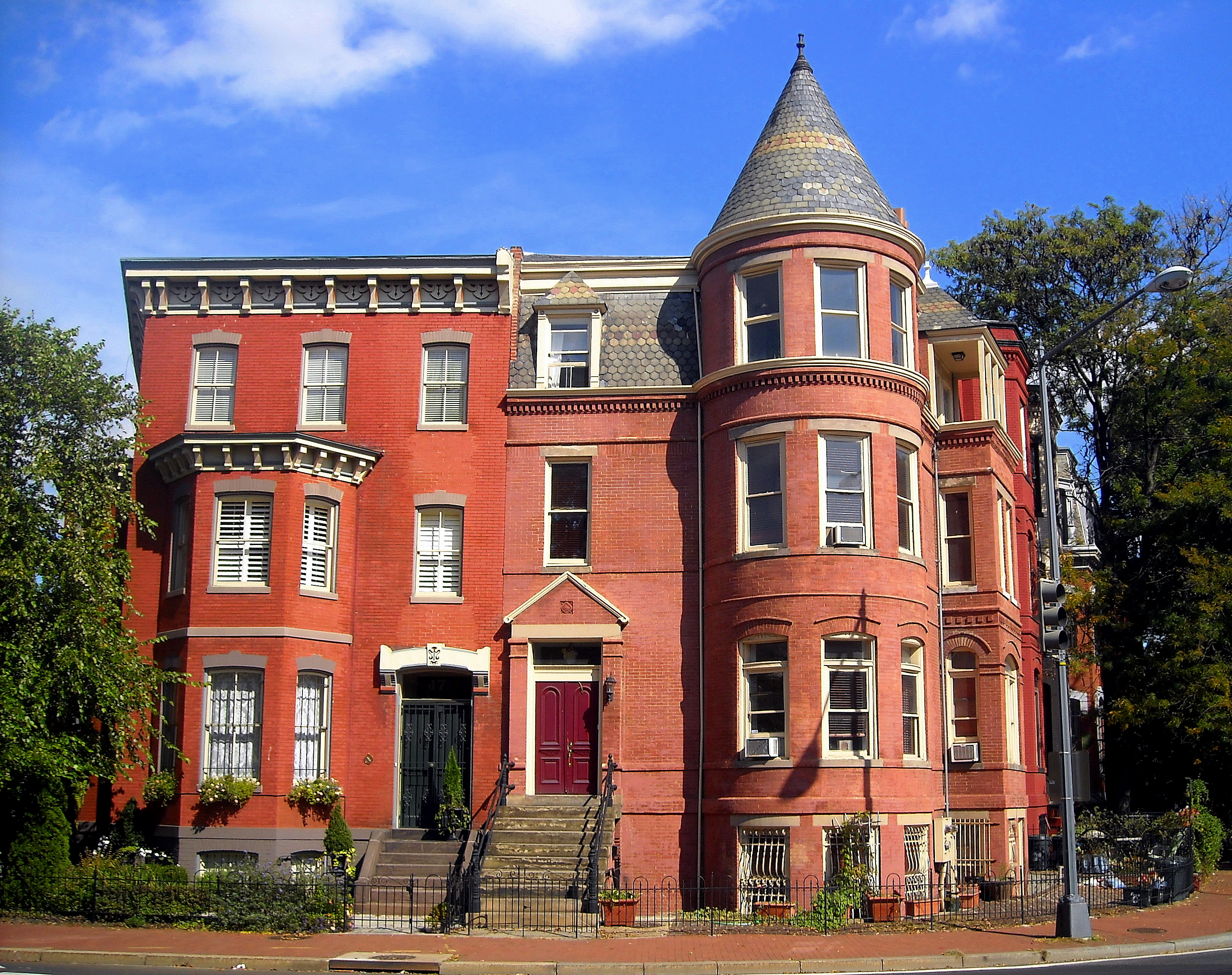
ワシントンD.C.にある邸宅。ビアスが住んでいたのは右側の建物

ユニオン・パシフィック鉄道(The Union Pacific Railroad)とセントラル・パシフィック鉄道(The Central Pacific Railroad)は、アメリカ大陸を横断する鉄道を敷設するため、アメリカ連邦政府から多額の低利融資を受けていた。セントラル・パシフィック社の幹部、コリス・ポター・ハンティントンは議員の一人を説得し、企業に対して総額1億3,000万ドル分の融資の返済を免除する法案を提出させた。1896年1月、ウィリアム・ランドルフ・ハーストはこの法案を阻止するため、ビアスをワシントン・コロンビア特別行政区へ向かわせた。この陰謀は秘匿されており、この法案を支持する者たちは、法律の公示も公聴会も行われないまま法案を議会で通過させようと考えていた。国会議事堂の階段でハンティントンがビアスと対峙した際、そちらの値段はいくらなのか教えるようビアスに迫った。これに対するビアスの答えは全国紙に掲載された。
「値段は1億3,000万ドルです。あなたがこれを支払う準備ができていて、私がたまたま別の場所にいた場合、それを私の友人である合衆国財務長官に渡せばいいでしょう」
これについてのビアスによる報道と激しい非難は大衆の強い怒りを誘発し、法案は否決されることになった。ビアスは11月にカリフォルニアに戻った。1899年、ビアスはコロンビア特別区に戻り、1913年に失踪するまでこの地で暮らし続けた。ビアスはコロンビア特別区にて四つの別宅を所有していた。

### 詩
辛辣な社会批判や風刺・皮肉を込めた内容を寄稿する傾向にあったビアスによる記事は、しばしば論争の的となった。ビアスの書いた論説は、敵対的な反応の嵐に何度か晒され、これらはウィリアム・ランドロフ・ハーストを悩ませることになった。1901年、ウィリアム・マッキンリー(William McKinley)が暗殺されたとき、ハーストに反対する勢力が、ケンタッキー州知事、ウィリアム・ゴーベル(William Goebel)の暗殺事件（1900年）についてビアスが書いた詩を取り上げ、批判した。ビアスとしては、当時の国民が抱いたであろう動揺と恐怖を表現したつもりであったが、ビアスが書いた以下の詩は、マッキンリー殺害を予示していたのではないか、と思われた。
ゴーベルの胸を貫いた凶弾は

西部のどこを探しても見つからない

弾丸が今なお加速しつつ飛んでいるもっともな理由は

マッキンリーを葬り去るためだ
競争相手の新聞社や、当時の陸軍長官、エリフ・ルート(Elihu Root)は「ハーストはマッキンリーの暗殺を予言していたのだ」との非難を浴びせた。ボヘミアン・クラブ(The Bohemian Club)の会員権も剥奪されたハーストであったが、それでも彼がビアスを解雇することは無かった。

## 作家

アンブローズ・ビアスの肖像画

ビアスが1888年から1891年にかけて書き上げた作品は、「完成された芸術品の途方もない噴出」と特徴付けられている。ビアスの作品は、森羅万象の不可解さと死の不条理を強調している。自伝的な短編『The Coup de Grace』（「とどめの一撃」「苦しませず、楽にしてやる」の意味。フランス語の言い回し「Le Coup de Grâce」が由来）では、負傷した兵士が生きたまま火炙りにされ、野生の豚がその死体を喰らう描写がある。彼の書いた戦争文学の作品群は、「アメリカ文学における最大の反戦記録」と呼ばれた。ミルトン・サボツキーは、ビアスについて「精神を揺さぶる恐怖小説の先駆者である」と評価している。『Fantastic Fables』では、20世紀の初頭で受け入れられるようになった怪奇小説における風刺・皮肉の表現技法を先取りしている。1906年に『The Cynic's Word Book』（『冷笑家による単語集』）との題名で出版された著書は、元々は不定期に連載されていた新聞記事の内容をまとめたものである。これは『悪魔の辞典』(The Devil's Dictionary)として知られるようになる。この本は「唸りたくなるほどにユーモアに満ちている」と評された。ビアスは、1909年から1912年にかけて出版された『The Collected Works of Ambrose Bierce』（「アンブローズ・ビアス全集」）12巻を編集した。「悪魔の辞典」は第7巻である。
ビアスは「起こりそうもないこと」を丹念に追求し、「読者の予想を覆す、どんでん返しの物語」を書く傾向にある、と批判されることがある。ビアスは「読者の独り善がりの理性的安心感を非難する」かの如く、「読者に衝撃を与えることに専念していた」
「ビアスは自然主義に対して偏見を抱いている」と指摘されることがある。また、「辛辣で冷笑的なビアスの風刺は、その対象となる存在に対する慈悲心による均衡が取れておらず、人間に対する軽蔑と容赦のない残忍さと呼べるぐらいの不寛容さを示した、狭量で意地が悪いもの、と受け取られやすかった」という。
作家のスティーヴン・クレイン(Stephen Crane, 1871 - 1900)は、ビアスと同時代の人物の中で、ビアスの短編を高く評価している数少ない人物である。ハワード・フィリップス・ラヴクラフト(Howard Phillips Lovecraft)は、ビアスの小説について、随筆『Supernatural Horror in Literature』（『文学における不可思議なる恐怖』）の中で「彼の芸術的名声の大部分は、読む者を尻込みさせる、情け容赦のない短編小説に基づいているに違いない」「彼の紡ぐ物語は、事実上、いずれも全て『恐怖』に分類される」と書いた。
ウィリアム・ディーン・ハウエルス(William Dean Howells, 1837 - 1920)は、「ビアスは、我らが三大作家のうちの一人だ」と明言した。これに対し、ビアスは「そのうちの一人がハウエルスであることを確信している」と返答した。

## 私生活
ビアスは、1871年12月25日にメアリー・エレン・"モリー"・デイと結婚した。1872年に長男のレイモンド・デイ・ビアースが、1874年には次男のリー・ビアースが、1875年には娘のヘレン・レイ・ビアースが生まれた。しかし、1889年、長男のレイモンドは失恋したあとに自殺した。自殺する前、レイモンドは自分を振った女性とその婚約者を銃で撃って重傷を負わせたが、致命傷には至らなかった。次男・リーは、1901年にアルコール依存症からの肺炎で死亡した。1888年、ビアスは妻・メアリーと別居した。讃美者の一人からメアリーに宛てられた、不名誉につながる手紙が発見されたあとのことであった。夫婦は1904年に離婚し、その翌年にメアリーは死亡した。
ビアスは自身が不可知論者であることを公言し、キリスト教およびイエス・キリストの神性を強く否定した。
ビアスは慢性的な喘息を患っており、南北戦争で負傷したことによる後遺症も抱えていた。

## 失踪
1913年10月、ビアスはコロンビア特別区を出発し、南北戦争のかつての戦場を巡る旅に出た。ルイジアナ州からテキサス州エルパソを経由し、革命の真っ只中であったメキシコに入国した。フィウダ・ホアレスにて、立会人の立場としてパンツォ・ビヤが率いる革命軍に加わり、ティエラ・ブランカの戦いを目撃した、という。ビアスはチワワまでは同行した、と伝えられている。
1913年12月26日、ビアスはブランチ・パーティントンに向けて手紙を綴った。ビアスは「As to me, I leave here tomorrow for an unknown destination.」（「明日、ここを去ったのち、どこへ向かうのかは、私自身にも分からない」）との文章で、この手紙を締め括っている。この手紙を残したのち、ビアスは跡形もなく姿を消し、二度とその姿を見せることはなかった。
アンブローズ・ビアスが最終的にいかなる運命を迎えたのか、については謎に包まれている。以下は、ビアスが最後に書き残した手紙の中の一節である。
ジョー・ニッケルは、「ビアスがブランチ・パーティントンに宛てた手紙については、所在が確認できない」と指摘した（キャリー・クリスチャンセン〈Carrie Christiansen〉が持っていたノートがあるだけである、という）。ニッケルは、「ビアスは最終的にグランド・キャニオン(The Grand Canyon)のどこかで自殺し、自分の本当の居場所を秘匿したのだ」と結論付けている。
ビアスの失踪を受けて、アメリカ領事が正式に調査に乗り出した。パンツォ・ビヤの一部の部下は、ビアスの失踪に関して矛盾した説明を行ったことで尋問を受けた。アメリカとメキシコに駐在していたドイツの秘密諜報員、フェリックス・A・ゾマーフェルトは、アメリカ陸軍参謀総長、ヒュー・L・スコットからの依頼を受けて、失踪したビアスの捜索活動を開始した。ビアスが最後に目撃されたのは、1914年1月のチワワであったとされる。
コアウイラ州スィエラ・モハダに住む司祭、ジェイムス・ライナートによれば、「アンブローズ・ビアスは、1914年にスィエラ・モハダにある小さな砂漠の町で処刑されたあとに埋葬された」という。司祭は「ビアスが埋葬されている」と推定される墓地に、ビアスを追悼する墓石と慰霊碑を設置した。

## 後世
ヘンリー・L・メンケンは、ビアスについて「本当の意味での機知に富んだ人物である」と評した。

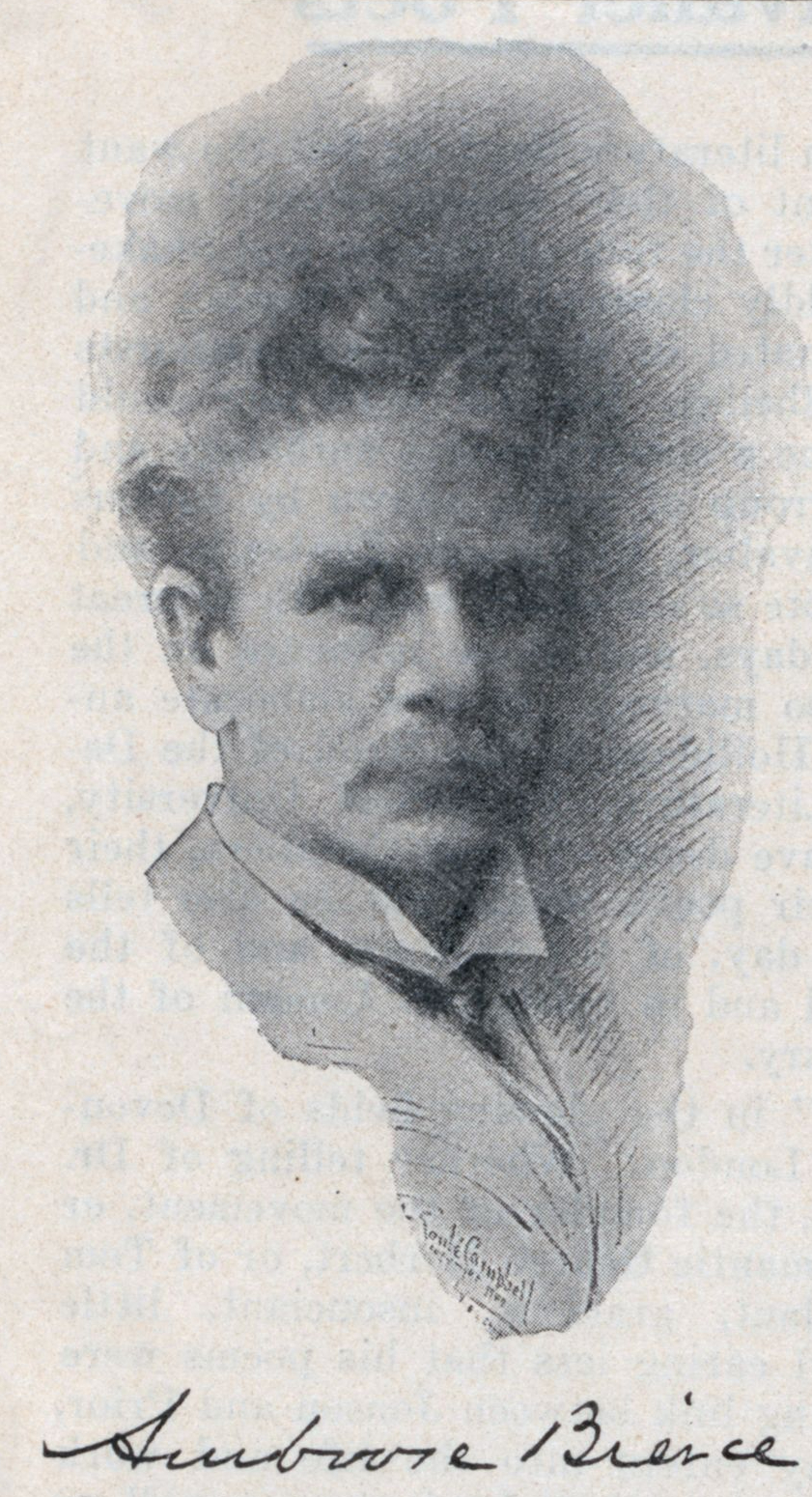
署名

カルロス・フエンテス(Carlos Fuentes)はビアスを称賛していた作家である。
ウィンストン・グルーム(Winston Groom)は、小説『El Paso』にてビアスを登場させている。
アンブローズ・ビアスの研究者、ドン・スウェイム(Don Swaim)は、2016年4月に『The Assassination of Ambrose Bierce: A Love Story』を出版した。この小説では、ビアスが1913年の秋にコロンビア特別区を出発し、メキシコに足を踏み入れ、パンツォ・ビヤと出会うまでを描いている。S・T・ヨシ(S.T. Joshi)が、この本の序文を書いている。
架空のビアス像を描いた作品の一部は国際的に売れ、賞も受賞している。
ロバート・W・チェインバース(Robert W. Chambers)による『The King in Yellow』（1895年）は、ビアスによる短編から影響を受けた、と見られている。
チャールズ・フォート(Charles Fort)は、1932年に発表した著書『Wild Talents』の中で、アンブローズ・ビアスと、1919年12月2日に謎の失踪を遂げたアンブローズ・スモールについて触れ、「彼らを連れ出したのは誰なのか？」と書いた。
2008年に亡くなったオークリー・ホールは、ビアスを題材にした小説を書いた。
伝記作家のリチャード・オコーナー(Richard O'Connor)は、ビアスについて「戦争は、ビアスを一人の人間に、一人の作家に変えた。戦場に転がっている、首のない血まみれの死体や、雄の豚に食い散らされた死体の描写を、文字で表現してみせたのだ」と評した。
クリフトン・ファディマンは、ビアスについて「ビアスは決して偉大な作家ではなかった。品と優雅さに欠けるうえに、想像力も安直であるという堪え難い欠点があった。だが…、彼の表現技法と、その混じり気のない人間不信もまた、ビアスの名が生き続ける理由となるだろう」と書いた。
アラン・グレット(Alan Gullette)は、ビアスの書いた戦争文学について、スティーヴン・クレインやアーネスト・ヘミングウェイ(Ernest Hemingway)を上回る可能性がある、と主張した。
文芸評論家でアンブローズ・ビアスの研究者、S・T・ヨシは、自身に強い影響を与えた人物としてビアスの名を挙げている。ヨシはビアスの風刺に富む機知を称賛したうえで、以下のように主張した。
「ビアスは、アメリカにおいても、世界においても、どうとでも解釈できる人物であり続けるだろう。彼の暗い人間観がその本質にあり、これは評判が悪いものだ。世界文学の大部分がそうでなかったとしても、大抵の人間は、明るく、気分を高揚させる文章を好むものだが、ビアスの作品の多くは徹底的なまでに陰鬱であり、たくさん読むのは辛いものがある」、「彼の作品の大部分は、辛辣でありながらも示唆に富む風刺を特徴とし、悪意がとても強く感じられる場合であったとしても、慎重に考えられた知的な姿勢を特徴としている。ビアスが軽蔑の対象としているものを非難しているとき、その正反対のものに対する彼の賛同を明瞭に示唆するような方法で非難している、と見抜いた人はほとんどいなかった」
芥川龍之介は、『点心』でビアスを紹介するよりも前に「藪の中」（1922年）を発表している。1つの事件が3者の立場から3様に語られ、最後は霊媒師を介して幽霊が証言するというその筋書きは、ビアスの「月明かりの道」に着想を得ているという見方がある。『侏儒の言葉』には『悪魔の辞典』の影響が見られるという。
2016年12月、安倍晋三は真珠湾にて演説を行った際、ビアスの詩を引き合いに出した。

## 作品集

### 行方不明となる前に出版されたもの
- The Fiend's Delight (as by "Dod Grile"). (London: John Camden Hotten, 1873). Stories, satire, journalism, poetry.
- Nuggets and Dust Panned Out in California (as by "Dod Grile"). (London: Chatto & Windus, 1873). Stories, satire, epigrams, journalism.
- Cobwebs from an Empty Skull (as by "Dod Grile"). (London and New York: George Routledge & Sons, 1874). Fables, stories, journalism.
- (with Thomas A. Harcourt) The Dance of Death (as by "William Herman"). (San Francisco: H. Keller & Co., 1877). Satire.
- Map of the Black Hills Region, Showing the Gold Mining District and the Seat of the Indian War (San Francisco: A. L. Bancroft & Co., 1877). Nonfiction: map.
- Tales of Soldiers and Civilians (San Francisco: E. L. G. Steele, 1891; many subsequent editions, some under the title In the Midst of Life). Fiction: stories.
- (with Adolphe Danziger De Castro) The Monk and the Hangman's Daughter (Chicago: F.J. Schulte & Co., 1892). Fiction: novel (translation of Der Mönch von Berchtesgaden by Richard Voss).
- Black Beetles in Amber (San Francisco and New York: Western Authors Publishing, 1892). Poetry.
- Can Such Things Be?  (New York: Cassell, 1893). Fiction: stories.
- How Blind Is He  (San Francisco: F. Soulé Campbell, c. 1896). Poetry.
- Fantastic Fables (New York and London: G. P. Putnam's Sons, 1899). Fiction: fables.
- Shapes of Clay (San Francisco: W. E. Wood George Sterling, 1903). Poetry.
- The Cynic's Word Book  (New York: Doubleday, Page & Co., 1906). Satire.
- A Son of the Gods and A Horseman in the Sky (San Francisco: Paul Elder, 1907). Fiction: stories.
- Write It Right: A Little Blacklist of Literary Faults (New York and Washington, D.C.: Neale Publishing, 1909). Nonfiction: precise use of words.
- The Shadow on the Dial and Other Essays S. O. Howes, ed. (San Francisco: A.M. Robertson, 1909). Collected journalism.
- The Collected Works of Ambrose Bierce (New York and Washington, D.C.: Neale Publishing, 1909–1912):
  - Volume I: Ashes of the Beacon
  - Volume II: In the Midst of Life: Tales of Soldiers and Civilians
  - Volume III: Can Such Things Be?
  - Volume IV: Shapes of Clay
  - Volume V: Black Beetles in Amber
  - Volume VI: The Monk and the Hangman's Daughter; Fantastic Fables
  - Volume VII: The Devil's Dictionary
  - Volume VIII: Negligible Tales; On with the Dance; Epigrams
  - Volume IX: Tangential Views
  - Volume X: The Opinionator
  - Volume XI: Antepenultimata
  - Volume XII: In Motley

#### 行方不明となった後に出版されたもの
創作
- My Favorite Murder (New York: Curtis J. Kirch, 1916)
- A Horseman in the Sky: A Watcher by the Dead: The Man and the Snake (San Francisco: Book Club of California, 1920)
- Ten Tales (London: First Edition Club, 1925)
- Fantastic Debunking Fables (Girard, KS: E. Haldeman-Julius, 1926)
- An Occurrence at Owl Creek Bridge and Other Stories (Girard, KS: E. Haldeman-Julius, c. 1926)
- The Horseman in the Sky and Other Stories (Girard, KS: E. Haldeman-Julius, c. 1926)
- Tales of Ghouls and Ghosts (Girard, KS: E. Haldeman-Julius, c. 1927)
- Tales of Haunted Houses (Girard, KS: E. Haldeman-Julius, c. 1927)
- My Favorite Murder and Other Stories (Girard, KS: E. Haldeman-Julius, c. 1927)
- Ghost and Horror Stories, E. F. Bleiler, ed. (New York: Dover Publications, 1964)
- The Complete Short Stories of Ambrose Bierce, Ernest Jerome Hopkins, ed. (Garden City, NY: Doubleday, 1970)
- The Stories and Fables of Ambrose Bierce, Edward Wagenknecht, ed. (Owings Mills, MD: Stemmer House, 1977)
- For the Ahkoond (West Warwick, RI: Necromomicon Press, 1980)
- A Horseman in the Sky (Skokie, IL: Black Cat Press, 1983)
- One Summer Night
- One of the Missing: Tales of the War Between the States (Covelo, CA: Yolla Bolly Press, 1991)
- Civil War Stories (New York: Dover Publications, 1994)
- An Occurrence at Owl Creek Bridge and Other Stories (London: Penguin, 1995)
- The Moonlit Road and Other Ghost and Horror Stories (Mineola, NY: Dover Publications, 1998)
- A Deoderizer of Dead Dogs, Carl Japikse, ed. (Alpharetta, GA: Enthea Press, 1998)
- The Collected Fables of Ambrose Bierce, S. T. Joshi, ed. (Columbus: Ohio State University Press, 2000)
- The Short Fiction of Ambrose Bierce: A Comprehensive Edition (3 vols.), S. T. Joshi, Lawrence I. Berkove, and David E. Schultz, eds. (Knoxville: University of Tennessee, 2006)
- Ambrose Bierce: Masters of the Weird Tale, S. T. Joshi, ed. (Lakewood, CO: Centipede Press, 2013)

風刺
- Extraordinary Opinions on Commonplace Subjects (Girard, KS: E. Haldeman-Julius, c. 1927)
- A Cynic Looks at Life (Girard, KS: E. Haldeman-Julius, c. 1927)
- The Sardonic Humor of Ambrose Bierce, George Barkin, ed. (New York: Dover Publications, 1963)
- The Fall of the Republic and Other Political Satires, S. T. Joshi and David E. Schultz, eds. (Knoxville: University of Tennessee, 2000)

詩
- An Invocation (San Francisco: John Henry Nash/Book Club of California, 1928)
- The Lion and the Lamb (Berkeley: Archetype Press, 1939)
- A Vision of Doom: Poems by Ambrose Bierce, Donald Sidney-Fryer, ed. (West Kingston, RI: Donald M. Grant, Publisher 1980)
- Poems of Ambrose Bierce, M. E. Grenander, ed. (Lincoln: University of Nebraska, 1995)

報道記事
- Selections from Prattle, Carroll D. Hall, ed. (San Francisco: Book Club of California, 1936)
- The Ambrose Bierce Satanic Reader, Ernest Jerome Hopkins, ed. (Garden City, NY: Doubleday, 1968)
- Skepticism and Dissent: Selected Journalism from 1898 to 1901, Lawrence I. Berkove, ed. (Ann Arbor: Delmas, 1980)

自伝
- Iconoclastic Memories of the Civil War: Bits of Autobiography (Girard, KS: E. Haldeman-Julius, c. 1927)
- Battle Sketches (London: First Editions Club, 1930)
- A Sole Survivor: Bits of Autobiography, S. T. Joshi and David E. Schultz, eds. (Knoxville: University of Tennessee, 1998)

混合
- The Collected Writings of Ambrose Bierce (New York: Citadel Press, 1946)
- Ambrose Bierce's Civil War, William McCann, ed. (Chicago: Gateway Editions, 1956)
- The Devil's Advocate: An Ambrose Bierce Reader, Brian St. Pierre, ed. (San Francisco: Chronicle Books, 1987)
- An Occurrence at Owl Creek Bridge and Selected Works (Des Moines: Perfection Form Co., 1991)
- Shadows of Blue and Gray: The Civil War Writings of Ambrose Bierce, Brian M. Thomsen, ed. (New York: Forge, 2002)
- Phantoms of a Blood-Stained Period: The Complete Civil War Writings of Ambrose Bierce, Russell Duncan and David J. Klooster, eds. (Amherst: University of Massachusetts, 2002)
- Ambrose Bierce: The Devil's Dictionary, Tales, and Memoirs, S. T. Joshi, ed. (Boone, IA: Library of America, 2011)
- Collected Essays and Journalism: Volume 1: 1867–1869, David E. Schultz and S. T. Joshi, eds. (Seattle: Sarnath Press, 2022)
- Collected Essays and Journalism: Volume 2: 1869–1870, David E. Schultz and S. T. Joshi, eds. (Seattle: Sarnath Press, 2022)
- Collected Essays and Journalism: Volume 3: 1870–1871, David E. Schultz and S. T. Joshi, eds. (Seattle: Sarnath Press, 2022)
- Collected Essays and Journalism: Volume 4: 1871–1872, David E. Schultz and S. T. Joshi, eds. (Seattle: Sarnath Press, 2022)
- Collected Essays and Journalism: Volume 5: 1872–1873, David E. Schultz and S. T. Joshi, eds. (Seattle: Sarnath Press, 2022)
- Collected Essays and Journalism: Volume 6: 1873–1874, David E. Schultz and S. T. Joshi, eds. (Seattle: Sarnath Press, 2023)

書簡
- Containing Four Ambrose Bierce Letters (New York: Charles Romm, 1921)
- The Letters of Ambrose Bierce, Bertha Clark Pope [and George Sterling, uncredite, eds. (San Francisco: Book Club of California, 1922)
- Twenty-one Letters of Ambrose Bierce, Samuel Loveman, ed. (Cleveland: George Kirk, 1922)
- A Letter and a Likeness (n.p.: Harvey Taylor, [1930?])
- Battlefields and Ghosts (Palo Alto: Harvest Press, 1931)
- Ambrose Bierce: "My Dear Rearden": a Letter. (Berkeley: Bancroft Library Press, 1997)
- A Much Misunderstood Man: Selected Letters of Ambrose Bierce, S. T. Joshi and David E. Schultz, eds. (Columbus: Ohio State University, 2003)
- My Dear Mac: Three Letters (Berkeley: Bancroft Library Press, 2006)

### 短編
ビアスは249の短編、846の寓話、300を超える「リトル・ジョニー」の物語を綴った。
戦争文学
- Killed at Resaca (1887)
- One of the Missing (1888)
- A Tough Tussle (1888)
- A Horseman in the Sky (1889)
- An Occurrence at Owl Creek Bridge (1890)

怪奇小説
- A Psychological Shipwreck (1879)
- An Inhabitant of Carcosa (1886)
- An Unfinished Race (1888)
- One of Twins (1888)
- The Spook House (1889)
- The Man and the Snake (1890)
- The Realm of the Unreal (1890)
- The Middle Toe of the Right Foot (1890)
- The Boarded Window (1891)
- The Death of Halpin Frayser (1891)
- The Secret of Macarger's Gulch (1891)
- John Bartine's Watch (1893)
- The Eyes of the Panther (1897)
- The Moonlit Road (1907)（月明かりの道）
- Beyond the Wall (1907)

空想科学小説
- The Damned Thing (1893)
- Moxon's Master (1899)

## 参考・関連文献
- Adolphe Danziger De Castro (1929). Portrait of Ambrose Bierce (New York and London: Century).

- Bleiler, Everett (1948). The Checklist of Fantastic Literature. Chicago: Shasta Publishers. pp. 32, 147

- Fatout, Paul. Ambrose Bierce: The Devil's Lexicographer. Norman: University of Oklahoma Press, 1951.

- Carey McWilliams (1929; reprinted 1967). Ambrose Bierce: A Biography, Archon Books.

- O'Connor, Richard (1967). Ambrose Bierce: a Biography, with illustrations, Boston, Little, Brown and Company.

- Grenander, M.E. Ambrose Bierce. NY: Twayne Publishers, 1971.

- Eckhardt, Jason. "Across the Borderlands of Conjecture with Mr Bierce." Studies in Weird Fiction 4 (Fall 1988), 26–31.

- Nickell, Joseph 'Joe' (1992). Ambrose Bierce Is Missing and Other Historical Mysteries. ISBN 978-0813117669

- Morris, Roy (1999). Ambrose Bierce: alone in bad company. US: Oxford University Press. ISBN 978-0-19-512628-0

- Cozzens, Peter. 1996. "The Tormenting Flame: What Ambrose Bierce Saw in a Fire-Swept Thicket at Shiloh Haunted Him for the rest of his Life." Civil War Times Illustrated. April 1996. Volume XXXV (1). pp. 44–54.

- Floyd, E  Randall (1999). The Good, the Bad, and the Mad: Some Weird People in American History. New York: Barnes & Noble. ISBN 978-0-7607-6600-2

## 一次資料
- Bierce, Ambrose. (U of Nebraska Press, 1988). The Civil War Short Stories of Ambrose Bierce* Bierce, Ambrose. (1970; reprint U of Nebraska Press, 1984).

- Bierce, Ambrose (2003). Joshi, ST; Shultz, David E. eds. A Much Misunderstood Man: Selected Letters of Ambrose Bierce. Ohio State University Press

- Bierce, Ambrose. (2010) The Collected Works of Ambrose Bierce (3 vol 1910)

- The complete short stories of Ambrose Bierce

- Guide to the Ambrose Bierce Papers, 1872-1913

- Guide to the Ambrose Bierce Papers, [ca. 1894-1913

- Finding Aid to the Collection of Ambrose Bierce Papers, 1875-1925, bulk 1890-1913

- Bierce (Ambrose) Foster family collection of materials

## 資料
- Books by Bierce, Ambrose (sorted by popularity)

- Ambrose Bierce

- Summary Bibliography: Ambrose Bierce

- Ambrose Bierce

- WORKS BY AMBROSE BIERCE

- My Hunt For Ambrose Bierce

- Collected journalism of Ambrose Bierce

- Ambrose Bierce